# Axiome d'Archimède

Le segment AB est en raison avec le segment CD car 7 fois le segment AB dépasse en taille le segment CD.

L'axiome d'Archimède est une formulation antique d'axiomes dits de continuité. Il est présent dans les Éléments d'Euclide. Cet axiome entre donc d'abord dans le cadre de la géométrie synthétique ; cependant, il dépasse largement celui-ci. Dans le sens moderne, on donne le nom d'archimédien à des structures dont les éléments vérifient une propriété analogue à l'axiome d'Archimède.

## Formulations antiques
L'axiome d'Archimède est une propriété utilisée dès l'Antiquité. Il s'applique aux grandeurs ayant une raison entre elles, ce qui, selon le livre V des Éléments d'Euclide, signifie :

Des grandeurs sont dites avoir une raison entre elles lorsque ces grandeurs, étant multipliées, peuvent se surpasser mutuellement.

Archimède attribue en fait cet axiome à Eudoxe de Cnide. L'axiome s'applique aux longueurs, aux aires, aux volumes, aux angles de droites. Cette propriété est utilisée dans le livre V des Éléments pour définir la notion de proportion entre grandeurs. Elle permet de prouver la proposition 1 du livre X des Éléments, qui est fréquemment utilisée dans la méthode d'exhaustion :

Corollaire de l'axiome d'Archimède: en ôtant à CD, plus que sa moitié, puis plus de la moitié du reste, puis encore plus la moitié du reste, on obtient un segment plus petit que AB car CD < 8AB

Deux grandeurs inégales étant proposées, si l'on retranche de la plus grande une partie plus grande que sa moitié, si l'on retranche du reste une partie plus grande que sa moitié, et si l'on fait toujours la même chose, il restera une certaine grandeur qui sera plus petite que la plus petite des grandeurs proposées.

## Axiomes de continuité
David Hilbert donne, dans ses fondements de la géométrie, une formulation moderne de l'axiome d'Archimède, qui est le premier axiome de continuité (axiome V.1) :
Soient deux segments [AB] et [CD], avec C distinct de D.
Alors il existe un entier n, et n points A1,...,An de la droite contenant le segment [AB], tels que :
- Aj se situe entre Aj–1 et Aj+1 si 2 ≤ j < n – 1,
- AjAj+1 est congru à CD si 1 ≤ j < n – 1,
- A est confondu avec A1
- B se situe entre A et An.

Hilbert ajoute un second axiome de continuité, qui est la complétude de la géométrie.